# Paracyathus persicus
Espèce
Paracyathus persicus est une espèce de coraux appartenant à la famille des Caryophylliidae.